# Введенський Дмитро Андрійович
Дмитро Андрійович Введенський (1909 — 1955) — український радянський історик, дослідник Новгородської республіки. Завідувач кафедри історії в Харківській партійній школі протягом 1946—1955 років.

## Життєпис
Дмитро Введенський народився 1909 року. Вищу освіту здобував у Ленінградському педагогічному інституті, історичний факультет якого закінчив у 1931 році. Протягом 1932—1935 років працював послідовно доцентом та деканом історичного факультету в Ленінградському та Новгородському педагогічних інститутах. У 1935 році перейшов до Харківського державного університету, де обіймав посаду доцента кафедри історії СРСР та УРСР до 1939 року. Там же захистив дисертацію на здобуття наукового ступеня кандидата історичних наук на тему «Новгород в системе опричнины». Після звільнення Харкова, повернувся до Харківського державного університету, де викладав курс історії СРСР. Тодішній його студент, Михайло Бочаров, у спогадах називав Введенського «улюбленцем усіх студентів». Одночасно, у 1944—1945 роках, очолював Харківське книжково-газетне видавництво. З 1946 року завідував кафедрою історії в Харківській партійній школі. Помер у 1955 році.

## Науковий доробок
Всього Дмитро Введенський був автором понад 20 наукових, науково-популярних праць та навчально-методичних посібників. Серед його наукових робіт виділяють:
- Краткий конспект курса истории СССР. Лекция 1. Первобытная история СССР / Харьк. пед. ин-т. — X., 1938. — 12 с.
- Великий російський револяціонер-демократ : (До 50-річчя з дня смерті М. Г. Чернишевського) // Більшовик України. — 1939. — № 10. — С. 31—43.
- До питання про розклад кріпосницького господарства Росії в першій половині ХІХ віку : (Епоха О. С. Пушкіна) // НЗХПІ. — 1939. — Т. 1. — С. 133—153.
- К истории образования Новгородской республики // УЗХУ. — 1939. — Т. 15 : Тр. ист. ф-ту. — Т. 1. — С. 11—25.
- Київська держава IX—ХІІ вв. // За більшовицьку пропаганду і агітацію. — 1939. — № 17. — С. 29—39.
- Конспект лекций по истории СССР. Лекция 3. Киевское государство / Харьк. пед. ин-т. — X., 1939. — 16 с.
- Підготовка і проведеннѐ Жовтневої соціалістичної револяції // За більшовицьку пропаганду і агітацію. — 1939. — № 20. — С. 13—21.
- Російська секція Першого Інтернаціоналу // За більшовицьку пропаганду і агітацію. — 1939. — № 13. — С. 27—38.
- Утворення Новгородської республіки : (Нарис з історії феодал. Новгорода) // За більшовицьку пропаганду і агітацію. — 1939. — № 2. — С. 18—30.